# سیارک ۱۰۹۰۷
سیارک ۱۰۹۰۷ (به انگلیسی: 10907 Savalle، نامگذاری:1997XG5) ده هزار و نهصد و هفتمین سیارک کشف شده‌است که در ۶ دسامبر ۱۹۹۷ کشف شد.
قدر مطلق سیارک برابر ۱۴٫۱۰ است.